# Pseudotabanus alcocki
Pseudotabanus alcocki är en tvåvingeart som först beskrevs av Kyle Summers 1912.  Pseudotabanus alcocki ingår i släktet Pseudotabanus och familjen bromsar. Inga underarter finns listade i Catalogue of Life.